# Carine d'Ancyre
 (octobre 2022).
Si vous disposez d'ouvrages ou d'articles de référence ou si vous connaissez des sites web de qualité traitant du thème abordé ici, merci de compléter l'article en donnant les références utiles à sa vérifiabilité et en les liant à la section « Notes et références ».
Pour les articles homonymes, voir Carine et Ancyre (homonymie).
Carine d'Ancyre est une sainte chrétienne. Elle est fêtée le 7 novembre.
Selon les traditions chrétiennes d'Orient de certains ménologes grecs, Carine, jeune chrétienne du Nord de l'Asie Mineure aurait été martyre avec son époux Mélasippe et leur fils Antoine, à Ancyre (Ankara dans la Turquie actuelle). Le nom Carine, viendrait du latin cara : bien-aimée, chérie.

## Histoire
On sait très peu de choses sur Sainte Carine autre que son martyre. Sous le règne de l'empereur Julien dans la ville d'Ankara, Carine et son mari Mélasippe, ont été arrêtés en l'an 360 pour être chrétiens. Ils ont refusé de renoncer à leur foi.
Sainte Carine et Mélasippe ont été torturés à mort puis leur fils Antoine a été décapité.

## Source
Omer Englebert, La Fleur des saints, Albin Michel, 2015,  (ISBN 978-2226316196)